# Marian Kołodziej

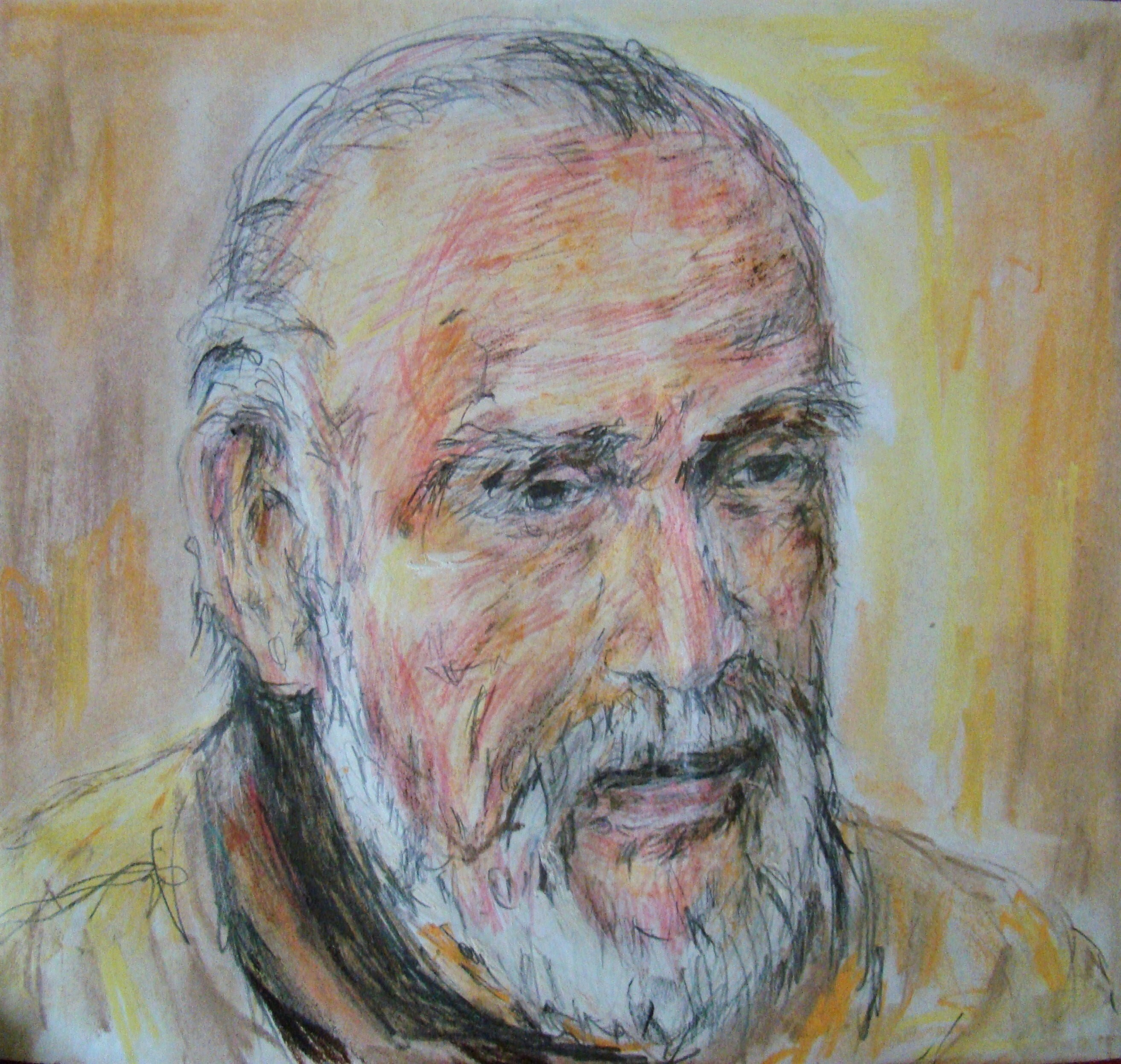
Marian Kołodziej

Marian Kołodziej, född 6 december 1921 i Raszków, död 13 oktober 2009 i Gdańsk, var en polsk konstnär och scenograf som överlevde vistelsen i koncentrationslägret Auschwitz-Birkenau.